# Pierre Réach
Pierre Réach (Neuilly-sur-Seine, 14 janvier 1948) est un pianiste français.

## Biographie
Pierre Réach effectua ses études au Conservatoire national supérieur de Paris avec Yvonne Lefébure, Yvonne Loriod, Olivier Messiaen, Jacques Février, Germaine Devèze, Jean Hubeau, Jean Fassina, Marcel Beaufils, ainsi que pendant plusieurs années à Londres avec Maria Curcio, qui fut la principale disciple d'Artur Schnabel.
Il reçut à plusieurs reprises à Paris les conseils de Arthur Rubinstein, après sa médaille au concours Arthur Rubinstein de Tel-Aviv, d'Alexis Weissenberg, et de Paul Badura-Skoda pour lequel il crée un concours international en Espagne.
En 1971, il remporta le premier prix du concours international Olivier Messiaen de Royan. Il est lauréat également de quatre autres compétitions internationales en Espagne (Maria Canals et Jaen) et Italie (Premier prix Pozzoli). 
Il a été professeur au Conservatoire national de région de Paris, et continue d'enseigner depuis 2001 à l'Ecole supérieure de Catalogne à Barcelone.
Il est également depuis 2005 professeur Honoris Causa du Conservatoire de Shanghai.
Il donne des masterclasses réputées dans plusieurs pays, et siège régulièrement en tant que jury dans des concours internationaux en Europe, Amérique et Asie.
Parmi ses partenaires en musique de chambre on peut citer Gary Hoffman, Christoph Henkel, Gérard Caussé, Yvan Chiffoleau, Pierre Amoyal, Olivier Charlier, Joan Martin-Royo, etc
Il a eu de nombreux élèves dont certains aujourd'hui font une belle carrière tels que Selim Mazari, Jordi Humet, Paulina Dumanaite, Adrian Blanco, Masaaki Yasuda, Pascal Godart, Lise de la Salle, Yosuke Niino, Matthieu Cognet, Simon Adda-Reiss, Pascal Gallet, François Weigel, Yosuke Niino, Natsuki Nishimoto, Chenxi Li, Sheng Li, etc.
Il se produit en concerts et récitals dans tous les pays d'Europe, Amérique du Nord et du sud, Israel, Asie (Japon, Corée du sud et Chine).
Il a créé et assure la direction artistique des festivals Piano-Pic (Hautes Pyrénées) et Vila-seca (Espagne), Piano à Castelnaudary.

## Distinction
2015 : Chevalier dans l’Ordre des Arts et des Lettres

## Discographie
Pierre Réach a enregistré plusieurs disques Charles-Valentin Alkan et la transcription pour piano de Franz Liszt de la Symphonie fantastique.
- Alkan, Grande sonate op. 33 ; Menuet op. 51/3 ; Barcarolle de la Suite no 3, op. 65 ; Fantaisie no 2 (janvier 1979, LP RCA) (OCLC 11354826)
- Alkan, Grande sonate op. 33 ; Sonatine, op. 61 (avril 1991, Vogue 645006, Koch DICD 920362) (OCLC 39637656)
- Bach, Variations Goldberg (10-12 décembre 1995, Arcobaleno) (OCLC 51926608)
- Bach, variations Goldberg concert  (Calliope)
- Beethoven , Six bagatelles, op. 126 ; Sonate no 29 , op. 106  (Saphir Productions LVC 001057) ressorti chez Calliope
- Cras, Concerto pour piano et orchestre -  Staatsorchester Rheinische Philharmonie, dir. James Lockhart (1986, Cybélia) (OCLC 18643540)
- Berlioz-Liszt, Symphonie fantastique (1993, Arcobaleno) (OCLC 45399369)
- Mendelssohn, Trios avec piano - Gérard Poulet, violon ; Christoph Henkel, violoncelle (Saphir Productions)
- Messiaen, Huit préludes ; Regard de l'esprit de joie, Première communion de la Vierge, Regard de l'Eglise d'amour extraits des Vingt Regards sur l'Enfant-Jésus (mai 1988, Cybelia) (OCLC 22095188)
- Strauss et Rachmaninoff, Sonates pour violoncelle et piano - Yvan Chiffoleau, violoncelle (1986, Adda 581023) (OCLC 492473157)
- En préparation: Intégrale des sonates de Beethoven

## Biographie
- Alain Pâris, Dictionnaire des interprètes et de l'interprétation musicale depuis 1900, Paris, Éditions Robert Laffont, coll. « Bouquins », 2004, 1289 p. (ISBN 2-221-10214-2, OCLC 300283821, BNF 39258649)